# 歴史的制度主義
歴史的制度主義（れきしてきせいどしゅぎ、英: Historical institutionalism）は、社会・政治・経済行動の時代を通じた一連の変化を諸制度の分析を通じて発見しようとする社会科学の方法である。人間組織を分析する比較政治学のアプローチであり、主にケーススタディにより行う。
歴史的制度主義は社会学・政治科学・経済学の分野の主要な著書で紹介されてきた。実際、この分野の研究が政策に影響を与えてきており、研究者は数々の業績を挙げている。歴史的制度主義自体は1979年頃から議論されはじめた比較的新しい考え方ではあるが、歴史学・哲学・政治学・社会学・経済学などの長年の伝統の下に位置づけられる。